# Worcester CDP (Nueva York)
Worcester es un lugar designado por el censo ubicado en el condado de Otsego en el estado estadounidense de Nueva York. En el Censo de 2020 tenía una población de 986 habitantes y una densidad poblacional de 44,22 habitantes por km². Fue incluido como CDP en el censo de 2010.

## Geografía
Worcester se encuentra ubicado en las coordenadas 42°35′30″N 74°45′01″O / 42.59167, -74.75028. Según la Oficina del Censo de los Estados Unidos,  tiene una superficie total de 22,30 km², de la cual 22,18 km² corresponden a tierra firme y 0,12 km² a agua.